# Cadurcodon
Cadurcodon és un gènere extint de mamífers perissodàctils de la família dels aminodòntids que visqueren a Àsia i Europa des de l'Eocè fins a l'Oligocè superior, fa entre 23 i 41 milions d'anys. Se n'han trobat restes fòssils a Bulgària, el Kazakhstan, Mongòlia i la Xina. Les espècies d'aquest grup estaven dotades d'una probòscide com la que tenen els tapirs, encara que segurament més desenvolupada, que fa pensar que eren animals brostejadors. Cadurcodon és el tàxon germà del clade Amynodontopsis + Cadurcotherium.